# Polys Peslikas
Polys Peslikas, gr. Πόλυς Πεσλίκας (ur. 1973 w Limassol) – cypryjski malarz współczesny. Mieszka i pracuje w Nikozji i w Berlinie. W 2017 r. reprezentował Cypr na Biennale w Wenecji. Założyciel miejsca sztuki VOLKS w Nikozji i współtwórca cypryjskiego magazynu o sztuce Ysterografo.
W swoim malarstwie skupia się na zagadnieniach samej istoty tego medium. Obrazy traktuje jako procesy zależne od upływu czasu. By podkreślić tę cechę w obrazach umieszcza przedstawienia elementów wyraźnie im współczesnych. Peslikas często współpracuje z innymi artystami reprezentującymi różne gałęzie sztuki. Do swoich wystaw zaprasza innych malarzy, performerów, poetów, muzyków czy nawet tancerzy współczesnych. Podobna praktykę stosuje w założonej przez siebie przestrzeni dla sztuki VOLKS, gdzie zaprasza artystów różnych dziedzin.
Na Biennale w Wenecji w 2017 r. w jego wystawie gościnnie udział wzięli: grupa artystyczna Neoterismoi Toumazou, pisarka Mirene Arsanios oraz twórca ceramiki artystycznej Valentinos Charalambous. Kuratorem projektu był Jan Verwoert.

## Wybrane wystawy indywidualne
- 2017: Coming to Life Through the Medium of Painting, Associazione Culturale Spiazzi, Wenecja[2]
- 2015: Stay, Künstlerhaus Bethanien, Berlin[5]
- 2010: The dream of the donkey of Jerusalem, Omikron Gallery, Nikozja
- 2005: Archimede Staffolini Gallery, Nikozja
- 2003: Lab Art Projects, Ateny
- 2003: Archimede Staffolini Gallery, Nikozja
- 2002: Impatient Youths of the Sun, Carré St Anne, Montpellier
- 1999: Youth Dreams and Fairies, Archimede Staffolini Gallery, Nikozja

## Wybrane wystawy zbiorowe
- 2016: Terra Mediterranea: In Action, Zentrum für zeitgenössische Kunst, Lipsk[6]
- 2012: UTOPIA, Evagoras Lanitis Centre, Limassol
- 2012: How To Make A Garden, Phytorio, Nikozja
- 2011: Pentalogia, Omikron Gallery, Nikozja
- 2008: Where Do We Go From Here?, Nicosia Municipal Arts Centre, Nikozja
- 2008: RoomsToLet, Action Field Kodra, Saloniki
- 2005: The Sane, The Flat Gallery, Mediolan
- 2005: Ritorni D’ imagine, Villa Noris, Werona
- 2005: Anthropography III, Frysiras Museum, Ateny
- 2005: Chance Encounters, Municipal Arts Centre, Nikozja
- 2004: 60 Years of Greek Painting, Frysiras Museum, Ateny
- 2004: Summertime In The City, Archimede Staffolini Gallery, Nikozja
- 2004: Bodyworks, Municipal Arts Centre, Nikozja
- 2004: Scope Art Fair, New York Discombobulator, Nowy Jork
- 2003: Contemporary European Painting Award Exhibition, Frysiras Museum, Ateny
- 2002: Silicon Valley, Archimede Staffolini Gallery, Nikozja